# Tre trallande jäntor
Tre trallande jäntor är en humoristisk dikt av Gustaf Fröding. Den ingår i hans diktsamling Nya dikter från 1894. De trallande jäntorna möter vid landsvägskröken tre studenter som flinande härmar de nu ytterst generade flickorna. De tre trallande jäntorna var på väg från Mangskogs prästgård till handelsboden och hette Ulla och Fina Warodell, samt deras kusin Siri Fröding. De tre studenterna var Gustaf Fröding själv, samt Gustaf och Rudolf Warodell.
Dikten har tonsatts av Felix Körling. I Turkiet är melodin känd som Gençlik Marşı, Ungdomens marsch. Sången Tre trallande jäntor var en riktig slagdänga som blev omåttligt populär i början av 1900-talet. Långt senare har den bland annat spelats in av Sven-Ingvars.